# スーパーマリオ (本山一城の漫画)
この項目で扱う『スーパーマリオ』は、本山一城によって『コミックボンボン』（講談社）および『デラックスボンボン』（講談社）に連載された、任天堂のゲーム「マリオシリーズ」を原作とする漫画の総称である。

## 概要
タイトルは統一されておらず、「スーパーマリオワールド」「スーパーマリオカート」といったように、そのとき扱っている原作のゲームの名前をタイトルに冠している。連載は10年に渡り、話数は『コミックボンボン』、『デラックスボンボン』、増刊号を含めて183話。これは『ボンボン』史上最長連載である。。連載期間は1988年12月号から1998年9月号。
同じく長期連載となっている沢田ユキオの『スーパーマリオくん』（小学館『月刊コロコロコミック』連載）と比べ、「沢田先生がマリオ漫画の徳川家康だとしたら、本山先生は織田信長」と評されている。掲載時の時節ネタが多く、他のマリオ漫画とは大幅に異なり、ギャグよりもダイナミックなアクションやシリアスなストーリー性が濃い。沢田ユキオの『スーパーマリオくん』と同様、オリジナルキャラ以外の原作ゲームキャラに関しては忠実に描かれているものの、女性キャラに（例:ピーチ姫、デイジー姫、ワンダ、ポリーン、レディ、キャプテン・シロップ、ケイプ、メイドー）関しては少女漫画/アニメ調のデザインで描かれる事が多い。
単行本は全て絶版しており入手は困難だが、作者のホームページにて未収録回を含めたDVD-Rを販売しているので安易に読むことが出来る。なお、連載終了後に版権が小学館に移ってしまったため、単行本の復刊は決して望めないとのこと。

## 各タイトルおよびストーリー
- 物語は基本的に独立していて、作品ごとに設定は微妙に異なる。しかし、回想シーンで登場するなど間接的には繋がっていることもある。
- ※のついた作品は単行本未収録作品。
- ※※の作品はタイトルを替えて単行本となった。
- (FC)=ファミリーコンピュータ、(GB)=ゲームボーイ、(SFC)=スーパーファミコン、(N64)=NINTENDO 64

### スーパーマリオブラザーズ3
- 原作ゲーム - スーパーマリオブラザーズ3 (FC)

### スーパーマリオランド
- 原作ゲーム - スーパーマリオランド (GB)・テトリス (GB)・ゴルフ (GB)・ベースボール (GB)・テニス (GB)・クイックス (GB)・ソーラーストライカー (GB)
- 内訳
  - マリオランド編（単行本1巻）
  - テトリス編（単行本2巻）
  - 三大スポーツ編（単行本3巻）
  - クイックス&ソーラーストライカー編（単行本4巻）

### ドクターマリオ
- 原作ゲーム - Dr.マリオ (FC)

### スーパーマリオワールド
- 原作ゲーム - スーパーマリオワールド (SFC)
- 内訳
  - ゲーム本編（単行本1 - 4巻）
  - スポーツバトル編（単行本5巻）
  - マリオ刑事編（単行本6巻）
  - スーパーマリオG編（単行本7巻）
  - オリンピック編（※）
  - タイムトラベル編（※）

ゲーム本編において、コミックボンボンとデラックスボンボンの同時並行で連載をしていた経緯から単行本においても一冊内で前半はボンボン版、後半にデラボン版と分かれている。ボンボン版においてはストーリー重視、デラボン版においては攻略情報重視の内容となっている。
スポーツバトル編
作者によるゲーム本編の後談のオリジナルストーリーでクッパがマリオの帽子を奪おうと計画してマリオの帽子を奪ったり、金アミビーチバレーやおばけ屋敷そしてアイアンレース等と以上にイベント性が高いストーリーに仕上がっている。
マリオ刑事編
キノコ王国で繰り広げられる作者独自のオリジナルストーリーでマリオブラザーズ（マリオ、ルイージ）が刑事に任命され、様々な事件を解決するストーリーである。
スーパーマリオG編
作者のオリジナルストーリーでマリオの世界観にサンダーバードとウルトラマンを混ぜたような特撮的な話となっている。マリオシティーの市長、マリオは市の人口が50万人に達成した記念に正義の使者スーパーマリオGから石像と変身カプセルを渡される（石像はSFC版シムシティーのネタ）。マリオは変身カプセルから出るパワーアップアイテムを食べると全長数10mにもおよぶスーパーマリオGと一体化をし、その力をもって亀一族のメカや怪獣と戦うのであった。
オリンピック編
キノコ王国、サラサ・ランド、ゴルフ王国、恐竜ランド、クッパ帝国の計5国で行うオリンピックのオリジナルストーリー。ちなみにマリオはキノコ王国代表として出ている。元はコミックボンボンで4ヶ月構成で連載された。本来は第8巻で収録される予定だったが商標権問題で発刊されなかったの事。
タイムトラベル編
ドクターマリオ ナカマツが開発した丸型タイムマシーンがクッパに奪われ、後を追うマリオたちのお話。
ちなみにクッパが奪ったのは試作機で、マリオが使ったのはヨッシーのタマゴに酷似したマシン。
幼少時のピーチ姫、デイジーの先祖や未来のマシンにマリオペイントメカが出たりとオリジナル要素が多い。
元はデラックスボンボンで4か月構成で連載された漫画。本来は第9巻で収録される予定だったが諸事情の関係で発刊されなかった。

### スーパーマリオワールド!ヨッシーのたまご
- 原作ゲーム - ヨッシーのたまご (FC)
- ピザ屋を始めたヨッシー。クッパの妨害をきっかけに敵キャラ（元ボム兵）をトッピングしたスペシャルピザが生まれて店は大繁盛をしていた。そんなある日、ヨッシーは海でビンに入ったマザーヨッシーからの手紙を見つけて、マリオ達とともに南の孤島に漕ぎ出した。しかし、そこは爆弾が降りしきる死の島となっていた。

### スーパーマリオワールド!マリオオープンゴルフ
- 原作ゲーム - マリオオープンゴルフ (FC)

### スーパーマリオカート
- 原作ゲーム - スーパーマリオカート (SFC)
- 内訳
  - グランプリ編（単行本1巻）
  - バトルモード編（単行本2巻）
  - カートラリー編（単行本3巻）

### スーパーマリオUSA
- 原作ゲーム - スーパーマリオUSA (FC)

### スーパーマリオランド2 6つの金貨
- 原作ゲーム - スーパーマリオランド2 6つの金貨 (GB)

### スーパーマリオヨッシーのロードハンティング
- 原作ゲーム - ヨッシーのロードハンティング (SFC)

### マリオとワリオ
- 原作ゲーム - マリオとワリオ (SFC)

### スーパーマリオワリオの森
- 原作ゲーム - ワリオの森 (FC)

キノピオが主役であるゲームだが、主役はマリオである。ピーチとマリオが結婚したり、ルイージが二人の息子であるという、パラレルストーリー。

### スーパーマリオランド3ワリオランド
- 原作ゲーム - スーパーマリオランド3 ワリオランド (GB)
- 内訳
  - ゲーム本編（単行本1 - 2巻）
  - デビデビ大王編（単行本2 - 3巻）

### スーパーマリオ DONKEY KONG
- 原作ゲーム - ドンキーコング (GB)・スーパーマリオコレクション(SFC)

### SUPER DONKEY KONG withマリオ
- 原作ゲーム - スーパードンキーコング (SFC)・マリオのピクロス (GB)
- 内訳
  - ゲーム本編（単行本1巻）
  - P1武闘会編（単行本2巻）

### スーパーマリオヨッシーアイランド
- 原作ゲーム - ヨッシーアイランド (SFC)
- 内訳
  - ゲーム本編（単行本1 - 2巻）
  - ヨッシー救助隊編（単行本3巻）

本山版マリオでは『スーパードンキーコング2』や『スーパーマリオRPG』を題材にすることはなかったが、今作のゲーム本編第2巻にディクシーコングが1コマだけゲスト出演していたり、エピローグにて水色ヨッシーが後にワッシーに、ピンクヨッシーがキャサリンになったことが語られたりしている。

### スーパーマリオ64
- 原作ゲーム - スーパーマリオ64 (N64)・マリオカート64 (N64)・ヨッシーストーリー (N64)・ポケットカメラ (GB)
- 内訳
  - スーパーマリオ64編（単行本1 - 4巻）
  - マリオカート64編（単行本4 - 5巻）
  - ヨッシーストーリー編（※※）
  - ポケットカメラ編（※）
  - 最終回（※）

ポケットカメラ編
ゲームボーイのツール『ポケットカメラ』を題材にしたオリジナルストーリーである。キノコ王国でポケットカメラを使用したコンテストが開催され、優勝賞品に100万ドル。マリオたちはそのコンテストに出す写真を撮影するのだが…。
最終回（フォーエバーマリオ編）
作者による完全オリジナルストーリー。3年前のある出来事、マリオは世界一のダイヤを手にするため、チョモランマへ出かけていたが山から転落して記憶喪失となってしまう。3年後、ピーチ姫はキノコ王国の財政危機を考えてお金持ちと結婚するということになっていた。そのピーチ姫と結婚する人はアラブ石油王「ビビンバ卿（実はクッパ）」と名乗る人物。そしてルイージは『チョモランマ』山頂にある世界一のダイヤを探しに行ったマリオを探していたのであった。そしてルイージはマリオと再会するものの、マリオはすでに記憶を失っていた…。そんな中、着々と進みだすピーチ姫とビビンバ卿の結婚式。その有様がテレビに映し出され、ビビンバ卿（クッパ）を見たマリオは記憶を取り戻す。そしてすでに手に入れていたダイヤを手に、ルイージと共に式場へと乗り込む。式場に突入した衝撃でクッパは気絶し、マリオはその正体をピーチ姫に明かす。意識を取り戻したクッパは泣きながら「こうでもしないとマリオが踏ん切り突かないと思った。負け惜しみじゃないぞ！」と言い残して帰ってしまう。取り残された一行。ラストシーンは、マリオからダイヤを渡してピーチに「このまま、ついでにこのまま結婚しちゃおうか?」と尋ねも、「ついでじゃ、や!」とピーチにそっぽ向かれてしまうところで終わりとなる。

### GO!GO!マリオペイント
- 原作ゲーム - マリオペイント (SFC)

マリオペイントを題材にしたショートコミック形式のギャグ漫画。デラックスボンボンで1992年から1995年の休刊号まで連載された。

### スーパーマリオ四コマ大行進
アンソロジー形式でマリオ作品の4コマ漫画を掲載した単行本で、本山一城も寄稿している。他の著者は以下の通りである。
- 1巻 - うり坊、佐藤元、足柄空之介、大丸ロケット
- 2巻 - いが²、本山理咲、水戸いずみ、大丸ロケット、佐藤元、足柄空之介

ちなみに本山理咲は、作者の妹でもある。

## 登場人物

### 主な原作キャラ
マリオ
一人称は「オレ」または「ぼく」。美女に弱くおっちょこちょいだが、金やお宝よりも仲間の命を優先する、心優しき正義漢。同作者が手掛けた『SDガンダム外伝 ラクロアンヒーローズ』のコミカライズ版ではラクロア王国の酒場のマスターとして登場している（ただし、マッチョ体型の姿で登場している）。
ルイージ
一人称は「オイラ」。マリオを「兄さん」と呼ぶ。やや弱気な性格だが、目立とうと頑張る。デザイン面に関してはスーパーマリオワールド5巻まではややマリオと酷似したデザインだったが、スーパーマリオワールド5巻の表紙及びポスター、マリオオープンゴルフ以降は原作と同じ長身で痩せ型、ガイゼル髭と原作ゲーム版のほぼ同一のデザインになった。
いじけたり、兄想いだったりと言動が今のマリオシリーズにつながる面がある。
ピーチ姫
『スーパーマリオUSA』や『スーパーマリオRPG』などで見られるように自ら冒険に付いてきたりする。勝気な性格（作品によって異なるが）であるものの、マリオとデイジーが乗っている飛行機をバズーカ砲で砲撃したり、マリオの帽子を被ってクッパを殴り倒すほどである。他に、お宝や金銭がらみに弱かったり、マリオとデイジーが仲良くしているのが許せなく、デイジーにケンカを売る、マリオのアゴにおしりが無いと言う理由だけで、ワリオに浮気する等の行為をするという冷酷な面も存在した上にギャグ担当でもあったため、女性キャラの中では最も顔が崩れていた。スーパーマリオヨッシーアイランド編ではベビィ姿がゲームより先駆けて登場した。マリオと同様、『SDガンダム外伝 ラクロアンヒーローズ』のコミカライズ版ではラクロア王国の酒場のマダムとして登場している（ただし、連載時の少女のようなキャラではなく、原作ゲームの姿で登場した）。
デイジー
彼女もまた大胆であり、ピーチがいるのにかかわらず、マリオにウィンクをするなど、いかにもピーチから反感を買われそうな行為を繰り返す。マリオを愛している様子。ピーチと戦う気があり、彼女のライバルという位置付け。稀に原作前からルイージと交際したり、パートナーを務める描写がある。ピーチと同様、ギャグ担当だったため顔が崩れていた。「スーパーマリオランド3 ワリオランド」のデビデビ大王編では、ピーチの分身であった事が明かされ、デビデビ大王のカビハエールが地球中に蔓延した時は、自らの命を引き換えに自分の胞子を開放させ、その胞子の叡智でカビハエールを根絶させた。自らの生命を絶ってしまったが、後に増殖すると言う形で復活した。マリオテニスやマリオパーティシリーズに先駆けてレギュラーキャラとしての地位を得ている。
ヨッシー
作者の勘違いからウィッキーと鳴くのが特徴である。ピーチに交際を求めたり、キャサリンに惚れられる描写がある。ヨッシーアイランド編では酢を飲む事によってモーフィングに変身する。タイムトラベル編ではジェロニモ・ヨッシー、徳川綱吉として登場した事もある。タイムトラベル編の第3話では珍しく、クッパと手を組んで犬から亀を人間以上に大切しろという法律と外出するときカメ・ルックを着ろという法律を作る悪役として登場した。
クッパ
部下からの信頼が厚い事もあり、「スーパーマリオ ドンキーコング」のスーパーマリオコレクションではマムー、「スーパーマリオカート」のカートラリー編ではワリオ、スーパーマリオランド3巻のテニス編ではタタンガと手を組んでマリオに戦いを挑んだ事もある。基本的にピーチに惚れているが、召使いとしてこき使ったり、テトリス大王、ゴルフ大王、クイックス大王、トリノ大王、キノコ精、桃姫大サーカスの地主、ミスターK、ビビンバ卿として登場したりと作品によって異なることも。初期の頃は清純な悪役だったがマリオ64編あたりから威厳が無くなってきた（しかしマリオ64編以前でも、マリオ3編ではルイージがメモしたピーチの性格を見て幻滅して涙したり、ヨッシーのロードハンティング編の序盤では情けない脅ししか出来なかったりと、悪役ながら少なからず愛嬌もあった）。
ワリオ
原作で見せているお城や金銀財宝への執着心は特に無いが、性格設定は（ゲームでの初登場時期である1990年代前半頃の）原作と変わらず、やはりマリオをライバル視している。クッパと手を組んだり、クロキュラ、ピョンタと一緒にマリオ達の評判を落とす行動もある。幼少期にピーチを見かけて一目惚れし、一緒にいたマリオとルイージを蹴落とそうとするが失敗した。
ウェンディ
マリオに好意を抱いており、彼にバレンタインチョコをあげたりマリオグッズを大量に所持している。コクッパの中でも圧倒的に出番が多く、モートンから「あねご」と呼ばれる。
カメック
クッパの忠臣。レミーの敵として問答無用でルイージを殺そうとしたり、クッパが亡くなったと思った時はヨッシーの故郷を爆撃して虐めていた（タマゴを何個も破壊している）。

### 主なオリジナルキャラ
キノッペ
キノピオの女の子バージョンで、八頭身の美少女。本山版マリオのマスコット的存在。スーパーマリオワールドのオリンピック編で初登場し、「クスッ」と子悪魔的な笑いをするのが特徴。作品によってピーチ姫の従者であったり、ドクターマリオ・ナカマツの孫であったりと設定は色々である。キノピオには片思いされている。
当時の担当編集者が『月刊コミックNORA』へ移り、打診されたのを機にスピンオフ漫画の連載が予定されていたが、雑誌の休刊により頓挫された。その後、外見を引き継いだ形で2019年からマンガ図書館Zにて『キノッペちゃんForever』を発表している。
王様
ピーチ姫の父親。キノコ王国の国王。国が滅びかけてもお茶に興じているなど、かなり暢気な王様。
じい
ピーチ姫の執事。カートの動力にされるなどコキ使われている。ゲームに登場する「キノじい」とは別人。
長老ヨッシーダムス
ヨッシー族の伝説の長老。クッパに敗れたマリオとルイージを鍛え上げてくれた。ヨッシーのたまご、スーパーマリオワールド タイムトラベル編、スーパーマリオカートでもひそかに登場しており、タイムトラベル編では水戸黄門として登場している。
マリーオ
スーパーマリオランド第04巻ソーラーストライカー編で登場。マリオの子孫で地球連邦の隊員の一員。20世紀にタイムスリップした後、20世紀の食べ物の食い過ぎで太ってしまった。
ピチ姫
スーパーマリオランド第04巻ソーラーストライカー編で登場。ピーチ姫の子孫で地球連邦の紅一点。勝気な性格は相変わらずの先祖譲り。コスチュームは本山自身がマリオ以前に手掛けたSFラブコメ漫画『キララQQQ（キューキューキュー）』の没になったコスチュームを着用している。
スーパーマリオG
スーパーマリオワールド第07巻スーパーマリオG編で登場。G78星雲出身の宇宙人で、マリオシティーの市民50万人突破記念としてマリオを模した銅像をマリオにプレゼントしたが、誤ってマリオを殺してしまった御詫びとして変身カプセルを与え、クッパが送り出す怪獣や巨大ロボットとの戦い繰り広げる。
Dr.マリオ ナカマツ
スーパーマリオワールド タイムトラベル編及びスーパーマリオ ヨッシーのロードハンティングで登場。外見は年老いたドクターマリオ。キノッペの祖父。
キノコ王国の天才科学者でマリオたちのマリンポップ号、スカイポップ号、スーパースコープ、ウルトラスーパースコープ、メカクリボー、メカパタクリ、ヨッシー専用の鎧、マジックペン、ドクターの7つ道具やタイムマシーン等のメカを開発したが、クッパに拉致された時にはクッパに無理矢理、モビールスーツやカメ砲台を開発された事もあった。しかし一たび発明に入ると、たとえ作っている物が悪いものであっても周りの忠告に耳を貸さないマッドサイエンティストの性質がある。
チビピーチ
スーパーマリオワールド タイムトラベル編で登場。幼稚園時代のピーチ姫。クッパに誘拐にされ、マリオは悪い子、ルイージは弱いと言う理由で、クッパに騙された事を知らず、クッパに結婚されそうになるが、江戸時代でタイムスリップしたマリオたちとの戦いでクッパに騙された事を知り、マリオ達と一緒に大人のピーチ姫の救出する事を協力する。
毬夫源内（まりお げんない）
スーパーマリオワールド タイムトラベル編で登場。Dr.マリオ ナカマツの先祖で、生類憐れみの令で徳川綱吉に囚われていたが、マリオに助け出され、マリオたちと共にクッパを退治する事を協力する。
おでい
スーパーマリオワールド タイムトラベル編で登場。デイジーの先祖で、性格も子孫のデイジーと変わっていない。
マザーヨッシー
ヨッシーのたまご編で登場。
キノピオ仮面
デビデビ大王
スーパーマリオランド3 ワリオランド第2巻で登場。
メカクリボー
スーパーマリオランド第1巻で登場。元々はピーチがデイジーへのプレゼントとして持ってきたものだが、後にピーチがその中に入ってマリオと同行した。敵の弱点を知るレーザースコープや、空を飛ぶためのプロペラも内蔵されている。スーパーマリオ ヨッシーのロードハンティング第1巻では飛行型のメカパタクリが登場しており、Dr.マリオ ナカマツが開発したスーパースコープをマリオに渡すために使用している。

### 他作品及び実在人物のキャラクター
仮面ノリダー、ラッコ男
スーパーマリオブラザーズ3に登場。
バカボンのパパ、アホーガン
スーパーマリオランド第01巻、第03巻に登場。
ラム、諸星あたる
スーパーマリオランド第01巻に登場。
ジャンボ尾崎、悪魔くん、桑田真澄、チビ太、レレレのおじさん、ハタ坊、シロ
スーパーマリオランド第03巻に登場。
保毛尾田保毛男、ジオング
スーパーマリオランド第04巻に登場。
本山先生（本人）、久慈くん（編集者）、ウルトラマン、ウルトラセブン
様々なところで登場している。
本山理咲
スーパーマリオランド第01巻、ヨッシーのたまごに登場。
ドンバ、めぐみちゃん
スーパーマリオワールド第02巻に登場。
鬼太郎、目玉おやじ、砂かけ婆、子泣き爺
スーパーマリオワールド第04巻に登場。
ミッキーマウス
スーパーマリオワールド第05巻に登場。
なべやき コンブ、メンメン
スーパーマリオワールド タイムトラベル編、スーパーマリオUSAに登場。
ゴエモン、エビス丸、おみつ
スーパーマリオワールド タイムトラベル編に登場。
ゴジラ、セーラームーン、タキシード仮面
スーパーマリオUSAに登場。
アイルトン・セナ、カービィ
スーパーマリオカート第01巻に登場。
ドラえもん、ガンダムジュニア
スーパーマリオカート第02巻に登場。
ブラック魔王とケンケン、ハロ、森高千里、プリプリ博士、スーパージェッター
スーパーマリオカート第03巻に登場。
アキラファイヤー、メグッペファイヤー、オジンガーZ、渡辺徹
スーパーマリオランド2 6つの金貨第01巻に登場。
ハクション大魔王、石川五ェ門、マリリン・モンロー
スーパーマリオランド3 ワリオランド第01巻に登場。
ピカチュウ
スーパーマリオ64第05巻に登場。

## 単行本
- ファミリーコンピュータ必勝道場20 まんが スーパーマリオブラザーズ3 完全攻略本
  1. ISBN 4061023365 (1989/3)
- スーパーマリオランド
  1. ISBN 4063131033 (1989/8)
  2. ISBN 4063131211 (1989/12)
  3. ISBN 4063131416 (1990/3)
  4. ISBN 4063131564 (1990/7)
- ドクターマリオ
  1. ISBN 4063131726 (1990/10)
- スーパーマリオワールド
  1. ISBN 4063131912 (1991/2)
  2. ISBN 406313217X (1991/5)
  3. ISBN 4063132404 (1991/8)
  4. ISBN 4063132471 (1991/10)
  5. ISBN 406313279X (1992/3)
  6. ISBN 4063132935 (1992/6)
  7. ISBN 4063193349 (1992/10)
- スーパーマリオワールド！マリオオープンゴルフ
  1. ISBN 4063132757 (1992/2)
- スーパーマリオワールド！ヨッシーのたまご
  1. ISBN 4063193241 (1992/8)
- スーパーマリオカート
  1. ISBN 4063193756 (1993/2)
  2. ISBN 4063193969 (1993/6)
  3. ISBN 4063194264 (1993/11)
- スーパーマリオUSA
  1. ISBN 4063193772 (1993/3)
- スーパーマリオランド2 6つの金貨
  1. ISBN 4063193985 (1993/7)
  2. ISBN 4063194434 (1994/1)
  3. ISBN 4063194671 (1994/5)
- スーパーマリオヨッシーのロードハンティング
  1. ISBN 4063194515 (1994/3)
  2. ISBN 4063194698 (1994/6)
- マリオとワリオ
  1. ISBN 4063195120 (1994/8)
- スーパーマリオランド3ワリオランド
  1. ISBN 4063195392 (1994/10)
  2. ISBN 4063195503 (1994/12)
  3. ISBN 4063195899 (1995/5)
- スーパーマリオワリオの森
  1. ISBN 4063195430 (1994/11)
- スーパーマリオDONKEY KONG
  1. ISBN 4063195597 (1995/1)
  2. ISBN 4063195678 (1995/3)
- SUPER DONKEY KONG withマリオ
  1. ISBN 406319602X (1995/6)
  2. ISBN 4063196240 (1995/9)
- スーパーマリオヨッシーアイランド
  1. ISBN 4063196828 (1996/2)
  2. ISBN 4063197034 (1996/6)
  3. ISBN 4063197425 (1996/10)
- スーパーマリオ64
  1. ISBN 4063197514 (1996/11)
  2. ISBN 4063197700 (1997/1)
  3. ISBN 406319812X (1997/6)
  4. ISBN 4063198529 (1997/9)
  5. ISBN 4063199061 (1998/3)
- スーパーマリオ64ヨッシーストーリー編
  1. ISBN 4063199398 (1998/6)
  2. ISBN 4063339629 (1998/8)
- スーパーマリオ四コマ大行進
  1. ISBN 4063195910 (1995/5)
  2. ISBN 4063196429 (1995/12)
- キャラ本スーパーマリオ64 (コミックボンボンスペシャル 108)
  1. ISBN 4061033085 (1997/2)